# Chaenomugil proboscideus
Chaenomugil proboscideus är en fiskart som först beskrevs av Günther, 1861.  Chaenomugil proboscideus ingår i släktet Chaenomugil och familjen multfiskar. IUCN kategoriserar arten globalt som livskraftig. Inga underarter finns listade i Catalogue of Life.